# Baumgartenberg
Baumgartenberg es una localidad del distrito de Perg, en el estado de Alta Austria, Austria, con una población estimada a principio del año 2018 de 1734 habitantes. 
Se encuentra ubicada al noreste del estado, cerca de la frontera con el estado de Baja Austria, a poca distancia al norte de la orilla del río Danubio y al este de Linz —la capital del estado—.